# Frances James
Frances James-Reeves (apellido de soltera: James), es un personaje ficticio de la exitosa serie de televisión australiana Winners & Losers interpretada por la actriz Virginia Gay del 22 de marzo de 2011 hasta el 12 de septiembre de 2016.

## Biografía
Frances decide asistir a su reunión de la secundaria y ahí se reencuentra con sus mejores amigas de la infancia: Sophie Wong, Bec Gilbert y Jenny Gross. El grupo está feliz de reencontrarse y deciden demostrarles a todos que ya no son una perdedoras, pero cuando se encuentran con su antigua enemiga Tiffany Turner, se dan cuenta de que no ha cambiado en nada.
Poco después comienza una relación con su compañero de trabajo, Zachary "Zach" Armstrong.
En el 2014, cuando Zach descubre un mensaje que Frances le había mandado a Jonathan diciéndole que pensaba en dejarlo, decide comprar un boleto hacia Abu Dahbi. Cuando Jonathan descubre el boleto y le cuenta a Frances, ella cree que Zach le va a pedir que se vaya con ella, pero cuando Jonathan se da cuenta de que Zach solo había comprado un boleto de ida, lo confronta y este le revela que se iría sin ella. Jonathan le cuenta lo sucedido a Frances. Cuando encuentra a Zach en el aeropuerto le dice que el mensaje lo había mandado durante un momento de confusión luego de su accidente pero que estaba segura de que quería estar con él, sin embargo Zach no la perdona, rompe con ella y decide irse, lo que la deja destrozada.
Poco después de la partida de Zach, Frances descubre que está embarazada y da a luz a su hija James, sin embargo su felicidad no dura cuando descubre que Zach ha fallecido.
Más tarde, Frances comienza una relación con Pete Reeves. Durante el final de la temporada en el 2016 se revela que Frances y Pete se han casado, y Frances se ha convertido en juez.